# Lijst van reuzenmieren
Dit is een lijst van reuzenmieren (Camponotus). Deze lijst met 1073 soorten is mogelijk niet compleet.

## Lijst
- C. abditus (Forel, 1899)
- C. abjectus (Santschi, 1937)
- C. abrahami (Forel, 1913)
- C. abscisus (Roger, 1863)
- C. absquatulator (Snelling, R.R., 2006)
- C. abunanus (Mann, 1916)
- C. acutirostris (Wheeler, W.M., 1910)
- C. acvapimensis (Mayr, 1862)
- C. adami (Forel, 1910)
- C. adenensis (Emery, 1893)
- C. aegaeus (Emery, 1915)
- C. aegyptiacus (Emery, 1915)
- C. aeneopilosus (Mayr, 1862)
- C. aequatorialis (Roger, 1863)
- C. aequitas (Santschi, 1920)
- C. aethiops (Latreille, 1798)
- C. afflatus (Viehmeyer, 1925)
- C. ager (Smith, F., 1858)
- C. agonius (Santschi, 1915)
- C. aguilerai (Kusnezov, 1952)
- C. alacer (Forel, 1912)
- C. albicoxis (Forel, 1899)
- C. albipes (Emery, 1893)
- C. albistramineus (Wheeler, W.M., 1936)
- C. albivillosus (Zhou, 2001)
- C. alboannulatus (Mayr, 1887)
- C. albocinctus (Ashmead, 1905)
- C. albosparsus (Bingham, 1903)
- C. alii (Forel, 1890)
- C. altivagans (Wheeler, W.M., 1936)
- C. amamianus (Terayama, 1991)
- C. amaurus (Espadaler, 1997)
- C. americana (Buckley, 1866)
- C. americanus (Mayr, 1862)
- C. amoris (Forel, 1904)
- C. amphidus (Santschi, 1926)
- C. andrei (Forel, 1885)
- C. andrewsi (Donisthorpe, 1936)
- C. andrius (Dalla Torre, 1893)
- C. andyyoungi (McArthur, 2008)
- C. anguliceps (Stitz, 1938)
- C. angusticeps (Emery, 1886)
- C. angusticollis (Jerdon, 1851)
- C. annetteae (McArthur & Shattuck, 2001)
- C. anningensis (Wu & Wang, 1989)
- C. annulatus (Karavaiev, 1929)
- C. anthrax (Wheeler, W.M., 1911)
- C. apicalis (Mann, 1916)
- C. apostolus (Forel, 1901)
- C. arabicus (Collingwood, 1985)
- C. arboreus (Smith, F., 1858)
- C. arcuatus (Mayr, 1876)
- C. arenatus (Shattuck & McArthur, 2002)
- C. argus (Santschi, 1935)
- C. arhuacus (Forel, 1902)
- C. armeniacus (Arnoldi, 1967)
- C. arminius (Forel, 1910)
- C. armstrongi (McAreavey, 1949)
- C. arnoldinus (Forel, 1914)
- C. arrogans (Smith, F., 1858)
- C. aruensis (Karavaiev, 1933)
- C. ashokai (Karmaly & Narendran, 2006)
- C. asli (Dumpert, 1989)
- C. atlantis (Forel, 1890)
- C. atra (Buckley, 1866)
- C. atriceps (Smith, F., 1858)
- C. atricolor (Nylander, 1849)
- C. atriscapus (Santschi, 1926)
- C. atrox (Emery, 1925)
- C. augustei (Wheeler, W.M. & Mann, 1914)
- C. auratiacus (Zhou, 2001)
- C. auratus (Karavaiev, 1935)
- C. aurelianus (Forel, 1912)
- C. aureopilus (Viehmeyer, 1914)
- C. aureus (Dumpert, 2006)
- C. auricomus (Roger, 1862)
- C. auriculatus (Mayr, 1897)
- C. auriventris (Emery, 1889)
- C. aurocinctus (Smith, F., 1858)
- C. aurofasciatus (Santschi, 1915)
- C. auropubens (Forel, 1894)
- C. aurosus (Roger, 1863)
- C. autrani (Forel, 1886)
- C. avius (Santschi, 1926)
- C. badius (Smith, F., 1857)
- C. bakeri (Wheeler, W.M., 1904)
- C. baldaccii (Emery, 1908)
- C. balzani (Emery, 1894)
- C. banghaasi (Emery, 1903)
- C. barbaricus (Emery, 1905)
- C. barbarossa (Emery, 1920)
- C. barbatus (Roger, 1863)
- C. barbosus (Baroni Urbani, 1971)
- C. baronii (Alayo & Zayas Montero, 1977)
- C. basuto (Arnold, 1958)
- C. batesii (Forel, 1895)
- C. bayeri (Forel, 1913)
- C. baynei (Arnold, 1922)
- C. beccarii (Emery, 1887)
- C. bedoti (Emery, 1893)
- C. beebei (Wheeler, W.M., 1918)
- C. belumensis (Dumpert, 1995)
- C. belligerus (Santschi, 1920)
- C. bellus (Forel, 1908)
- C. benguelensis (Santschi, 1911)
- C. bermudezi (Aguayo, 1932)
- C. berthoudi (Forel, 1879)
- C. bertolonii (Emery, 1895)
- C. bianconii (Emery, 1895)
- C. bidens (Mayr, 1870)
- C. bifossus (Santschi, 1917)
- C. bigenus (Santschi, 1919)
- C. binghamii (Forel, 1894)
- C. biolleyi (Forel, 1902)
- C. bishamon (Terayama, 1999)
- C. bispinosus (Mayr, 1870)
- C. bituberculatus (André, 1889)
- C. blandus (Smith, F., 1858)
- C. bocki (Forel, 1907)
- C. boghossiani (Forel, 1911)
- C. bonariensis (Mayr, 1868)
- C. borellii (Emery, 1894)
- C. bottegoi (Emery, 1895)
- C. brachycephalus (Santschi, 1920)
- C. branneri (Mann, 1916)
- C. brasiliensis (Mayr, 1862)
- C. braunsi (Mayr, 1895)
- C. brettesi (Forel, 1899)
- C. brevicollis (Stitz, 1916)
- C. brevis (Forel, 1899)
- C. breviscapus (Zhou, 2001)
- C. brevisetosus (Forel, 1910)
- C. britteni (Donisthorpe, 1931)
- C. brookei (Forel, 1914)
- C. bruchi (Forel, 1912)
- C. brullei (Smith, F., 1858)
- C. bruneiensis (Viehmeyer, 1922)
- C. brunni (Forel, 1901)
- C. brutus (Forel, 1886)
- C. bryani (Santschi, 1928)
- C. buchholzi (Mayr, 1902)
- C. buddhae (Forel, 1892)
- C. bugnioni (Forel, 1899)
- C. burgeoni (Santschi, 1926)
- C. burtoni (Mann, 1916)
- C. butteli (Forel, 1905)
- C. buttikeri (Arnold, 1958)
- C. cacicus (Emery, 1903)
- C. caesar (Forel, 1886)
- C. caffer (Emery, 1895)
- C. calvus (Emery, 1920)
- C. callistus (Emery, 1911)
- C. callmorphus (Stitz, 1923)
- C. cambouei (Forel, 1891)
- C. camelinus (Smith, F., 1857)
- C. camelus (Emery, 1883)
- C. cameranoi (Emery, 1894)
- C. cameratus (Viehmeyer, 1925)
- C. cameroni (Forel, 1892)
- C. candiotes (Emery, 1894)
- C. canescens (Mayr, 1870)
- C. capito (Mayr, 1876)
- C. capperi (Forel, 1899)
- C. caracalla (Forel, 1912)
- C. carbo (Emery, 1877)
- C. carbonarius (Latreille, 1802)
- C. carin (Emery, 1889)
- C. caryae (Fitch, 1855)
- C. casicus (Santschi, 1920)
- C. castaneus (Latreille, 1802)
- C. castanicola (Donisthorpe, 1943)
- C. catalanus (Emery, 1924)
- C. cecconii (Emery, 1908)
- C. cerberulus (Emery, 1920)
- C. ceriseipes (Clark, 1938)
- C. cervicalis (Roger, 1863)
- C. ceylonicus (Emery, 1925)
- C. cilicicus (Emery, 1908)
- C. cillae (Forel, 1912)
- C. cinctellus (Gerstäcker, 1859)
- C. cinerascens (Fabricius, 1787)
- C. cinereus (Mayr, 1876)
- C. cingulatus (Mayr, 1862)
- C. circularis (Mayr, 1870)
- C. circumspectus (Smith, F., 1861)
- C. clarior (Forel, 1902)
- C. claripes (Mayr, 1876)
- C. clarithorax (Creighton, 1950)
- C. claviscapus (Forel, 1899)
- C. cleobulus (Santschi, 1919)
- C. clerodendri (Emery, 1887)
- C. clypeatus (Mayr, 1866)
- C. cocosensis (Wheeler, W.M., 1919)
- C. cognatocompressus (Forel, 1904)
- C. coloratus (Forel, 1904)
- C. compositor (Santschi, 1922)
- C. compressiscapus (André, 1889)
- C. compressus (Fabricius, 1787)
- C. concavus (Kim & Kim, 1994)
- C. concolor (Forel, 1891)
- C. confluens (Forel, 1913)
- C. confucii (Forel, 1894)
- C. congolensis (Emery, 1899)
- C. coniceps (Santschi, 1926)
- C. conicus (Mayr, 1876)
- C. conithorax (Emery, 1914)
- C. conradti (Forel, 1914)
- C. consanguineus (Smith, F., 1861)
- C. consectator (Smith, F., 1858)
- C. consobrinus (Erichson, 1842)
- C. conspicuus (Smith, F., 1858)
- C. constructor (Forel, 1899)
- C. contractus (Mayr, 1872)
- C. conulus (Mayr, 1870)
- C. convexiclypeus (Mackay, 1997)
- C. coptobregma (Kempf, 1968)
- C. corallinus (Roger, 1863)
- C. cordiceps (Santschi, 1939)
- C. cordincola (Wheeler, W.M., 1934)
- C. coriolanus (Forel, 1912)
- C. corniculatus (Wheeler, W.M., 1934)
- C. cornis (Wang, C. & Wu, 1994)
- C. coruscus (Smith, F., 1862)
- C. cosmicus (Smith, F., 1858)
- C. cotesii (Forel, 1893)
- C. cowlei (Froggatt, 1896)
- C. coxalis (Smith, F., 1859)
- C. crassicornis (Emery, 1920)
- C. crassisquamis (Forel, 1902)
- C. crassus (Mayr, 1862)
- C. crawleyi (Emery, 1920)
- C. crenatus (Mayr, 1876)
- C. crepusculi (Arnold, 1922)
- C. cressoni (André, 1887)
- C. criniticeps (Menozzi, 1939)
- C. crispulus (Santschi, 1922)
- C. cristatus (Mayr, 1866)
- C. crozieri (McArthur & Leys, 2006)
- C. crucheti (Santschi, 1911)
- C. cruentatus (Latreille, 1802)
- C. cuauhtemoc (Snelling, R.R., 1988)
- C. cubangensis (Forel, 1901)
- C. culmicola (Wheeler, W.M., 1905)
- C. cuneidorsus (Emery, 1920)
- C. cuneiscapus (Forel, 1910)
- C. curviscapus (Emery, 1896)
- C. custodulus (Emery, 1911)
- C. cylindricus (Fabricius, 1798)
- C. cyrtomyrmodes (Donisthorpe, 1941)
- C. chalceoides (Clark, 1938)
- C. chalceus (Crawley, 1915)
- C. championi (Forel, 1899)
- C. chapini (Wheeler, W.M., 1922)
- C. chartifex (Smith, F., 1860)
- C. chazaliei (Forel, 1899)
- C. cheesmanae (Donisthorpe, 1932)
- C. chilensis (Spinola, 1851)
- C. chloroticus (Emery, 1897)
- C. chongqingensis (Wu & Wang, 1989)
- C. christi (Forel, 1886)
- C. christmasensis (McArthur, 2008)
- C. christophei (Wheeler, W.M. & Mann, 1914)
- C. christopherseni (Forel, 1912)
- C. chromaiodes (Bolton, 1995)
- C. chrysurus (Gerstäcker, 1871)
- C. churchetti (McArthur, 2008)
- C. daitoensis (Terayama, 1999)
- C. dalmasi (Forel, 1899)
- C. dalmaticus (Nylander, 1849)
- C. darlingtoni (Wheeler, W.M., 1934)
- C. darwinii (Forel, 1886)
- C. debellator (Santschi, 1926)
- C. decipiens (Emery, 1893)
- C. declivus (Santschi, 1922)
- C. dedalus (Forel, 1911)
- C. deletangi (Santschi, 1920)
- C. densopilus (Shattuck, 2005)
- C. dentatus (Mayr, 1866)
- C. depressiceps (Forel, 1879)
- C. depressus (Mayr, 1866)
- C. desantii (Santschi, 1915)
- C. descarpentriesi (Santschi, 1926)
- C. desectus (Smith, F., 1860)
- C. detritus (Emery, 1886)
- C. devestivus (Wheeler, W.M., 1928)
- C. dewitzii (Forel, 1886)
- C. dicksoni (Arnold, 1948)
- C. difformis (Stitz, 1938)
- C. dimorphus (Emery, 1894)
- C. diplopunctatus (Emery, 1915)
- C. discolor (Buckley, 1866)
- C. discors (Forel, 1902)
- C. distinguendus (Spinola, 1851)
- C. divergens (Mayr, 1887)
- C. diversipalpus (Santschi, 1922)
- C. dolabratus (Menozzi, 1927)
- C. dolendus (Forel, 1892)
- C. dolichoderoides (Forel, 1911)
- C. donisthorpei (Emery, 1920)
- C. donnellani (Shattuck & McArthur, 2002)
- C. dorycus (Smith, F., 1860)
- C. dracocephalus (Stitz, 1938)
- C. dromas (Santschi, 1919)
- C. dromedarius (Forel, 1891)
- C. druryi (Forel, 1886)
- C. dryandrae (McArthur, 1996)
- C. dufouri (Forel, 1891)
- C. dumetorum (Wheeler, W.M., 1910)
- C. eastwoodi (McArthur, 1996)
- C. echinoploides (Forel, 1891)
- C. edmondi (André, 1887)
- C. egregius (Smith, F., 1858)
- C. elegans (Forel, 1902)
- C. elevatus (Forel, 1899)
- C. elysii (Mann, 1919)
- C. ellioti (Forel, 1891)
- C. emarginatus (Emery, 1886)
- C. emeryodicatus (Forel, 1901)
- C. empedocles (Emery, 1920)
- C. enigmaticus (Mackay, Mackay & Mackay, 2004)
- C. eperiamorum (Clouse, 2007)
- C. ephippiatus (Viehmeyer, 1916)
- C. ephippium (Smith, F., 1858)
- C. equus (Stitz, 1932)
- C. eremicus (Wheeler, W.M., 1915)
- C. erigens (Forel, 1894)
- C. erinaceus (Gerstäcker, 1871)
- C. errabundus (Arnold, 1949)
- C. erythrocephalus (Clouse, 2007)
- C. erythrostoma (Emery, 1920)
- C. esau (Forel, 1915)
- C. essigi (Smith, M.R., 1923)
- C. ethicus (Forel, 1897)
- C. etiolatus (Wheeler, W.M., 1904)
- C. etiolipes (Bolton, 1995)
- C. eugeniae (Forel, 1879)
- C. eurynotus (Forel, 1907)
- C. evae (Forel, 1910)
- C. evansi (Crawley, 1920)
- C. excavatus (Donisthorpe, 1948)
- C. excisus (Mayr, 1870)
- C. exiguoguttatus (Forel, 1886)
- C. exsectus (Emery, 1900)
- C. extensus (Mayr, 1876)
- C. ezotus (Bolton, 1995)
- C. fabricator (Smith, F., 1858)
- C. falco (Forel, 1902)
- C. fallatus (Bolton, 1995)
- C. fallax (Nylander, 1856)
- C. fasciatellus (Dalla Torre, 1892)
- C. fasciatus (Mayr, 1867)
- C. fastigatus (Roger, 1863)
- C. favorabilis (Santschi, 1919)
- C. fayfaensis (Collingwood, 1985)
- C. fedtschenkoi (Mayr, 1877)
- C. fellah (Dalla Torre, 1893)
- C. femoratus (Fabricius, 1804)
- C. fergusoni (McArthur, 2003)
- C. ferreri (Forel, 1913)
- C. fervidus (Donisthorpe, 1943)
- C. festai (Emery, 1894)
- C. festinatus (Buckley, 1866)
- C. festinus (Smith, F., 1857)
- C. fiebrigi (Forel, 1906)
- C. fieldeae (Forel, 1902)
- C. fieldellus (Forel, 1910)
- C. figaro (Collingwood & Yarrow, 1969)
- C. fijianus (Özdikmen, 2010)
- C. flavescens (Fabricius, 1793)
- C. flavicomans (Clouse, 2007)
- C. flavocassis (Donisthorpe, 1941)
- C. flavocrines (Donisthorpe, 1941)
- C. flavolimbatus (Viehmeyer, 1922)
- C. flavomarginatus (Mayr, 1862)
- C. fletcheri (Donisthorpe, 1942)
- C. floridanus (Buckley, 1866)
- C. florius (Santschi, 1926)
- C. foleyi (Santschi, 1939)
- C. foraminosus (Forel, 1879)
- C. foreli (Carlo Emery, 1881)
- C. formiciformis (Forel, 1885)
- C. formosensis (Wheeler, W.M., 1927)
- C. fornasinii (Emery, 1895)
- C. fragilis (Pergande, 1893)
- C. fraseri (McArthur, 2008)
- C. friedae (Forel, 1912)
- C. froggatti (Forel, 1902)
- C. frontalis (Pergande, 1896)
- C. fryi (Mann, 1916)
- C. fugax (Forel, 1902)
- C. fulvopilosus (De Geer, 1778)
- C. fumidus (Roger, 1863)
- C. furvus (Santschi, 1911)
- C. fuscivillosus (Xiao & Wang, 1989)
- C. fuscocinctus (Emery, 1888)
- C. fuscus (Kim & Kim, 1994)
- C. gabonensis (Santschi, 1926)
- C. galla (Forel, 1894)
- C. gallagheri (Collingwood & Agosti, 1996)
- C. gambeyi (Emery, 1883)
- C. gasseri (Forel, 1894)
- C. geayi (Santschi, 1922)
- C. genatus (Santschi, 1922)
- C. gentingensis (Dumpert, 1995)
- C. geralensis (Emery, 1920)
- C. gerberti (Donisthorpe, 1949)
- C. germaini (Emery, 1903)
- C. gestroi (Emery, 1878)
- C. gibber (Forel, 1891)
- C. gibbinotus (Forel, 1902)
- C. gibbosus (Karavaiev, 1929)
- C. gigas (Latreille, 1802)
- C. gilviceps (Roger, 1863)
- C. gilviventris (Roger, 1863)
- C. glabrisquamis (Emery, 1911)
- C. godmani (Forel, 1899)
- C. goeldii (Forel, 1894)
- C. gombaki (Dumpert, 1986)
- C. gouldi (Forel, 1886)
- C. gouldianus (Forel, 1922)
- C. grandidieri (Forel, 1886)
- C. greeni (Forel, 1911)
- C. gretae (Forel, 1902)
- C. guanchus (Santschi, 1908)
- C. guayapa (Kusnezov, 1952)
- C. guidae (McArthur, 2007)
- C. guizhouensis (Wang, M., 1992)
- C. gundlachi (Mann, 1920)
- C. guppyi (Mann, 1919)
- C. guttatus (Emery, 1899)
- C. habereri (Forel, 1911)
- C. haematocephalus (Emery, 1903)
- C. haereticus (Santschi, 1914)
- C. hagensii (Forel, 1886)
- C. hannani (Forel, 1899)
- C. hapi (Weber, 1943)
- C. haroi (Espadaler, 1997)
- C. hartogi (Forel, 1902)
- C. hastifer (Emery, 1911)
- C. havilandi (Arnold, 1922)
- C. heathi (Mann, 1916)
- C. hedwigae (Forel, 1912)
- C. helvus (Xiao & Wang, 1989)
- C. helleri (Emery, 1903)
- C. hellmichi (Menozzi, 1935)
- C. hemichlaena (Yasumatsu & Brown, 1951)
- C. herculeanus (Linnaeus, 1758)
- C. hermanni (Emery, 1911)
- C. heros (Santschi, 1926)
- C. heteroclitus (Forel, 1895)
- C. hildebrandti (Forel, 1886)
- C. himalayanus (Forel, 1893)
- C. hippocrepis (Emery, 1920)
- C. hispidus (Emery, 1906)
- C. hoelldobleri (Cagniant, 1991)
- C. holosericeus (Emery, 1889)
- C. holzi (Forel, 1921)
- C. hoplites (Emery, 1914)
- C. horni (Clark, 1930)
- C. horrens (Forel, 1910)
- C. horripilus (Emery, 1900)
- C. horseshoetus (Datta & Raychaudhuri, 1985)
- C. hosei (Forel, 1911)
- C. hospes (Emery, 1884)
- C. hova (Forel, 1891)
- C. howensis (Wheeler, W.M., 1927)
- C. humeralis (Emery, 1920)
- C. humerus (Wang, C. & Wu, 1994)
- C. humilior (Forel, 1902)
- C. hunteri (Wheeler, W.M., 1910)
- C. husseini (Dietrich, 2004)
- C. hyatti (Emery, 1893)
- C. hypoclineoides (Wheeler, W.M., 1919)
- C. icarus (Forel, 1912)
- C. ignestii (Menozzi, 1935)
- C. iheringi (Forel, 1908)
- C. ilgii (Forel, 1894)
- C. imitator (Forel, 1891)
- C. immaculatus (Forel, 1892)
- C. immigrans (Santschi, 1914)
- C. importunus (Forel, 1911)
- C. impressilabris (Stitz, 1938)
- C. impressus (Roger, 1863)
- C. improprius (Forel, 1879)
- C. inca (Emery, 1903)
- C. incensus (Wheeler, W.M., 1932)
- C. inconspicuus (Mayr, 1872)
- C. indefinitus (Karavaiev, 1929)
- C. indeflexus (Walker, 1859)
- C. indicatus (Santschi, 1922)
- C. inflatus (Lubbock, 1880)
- C. innexus (Forel, 1902)
- C. innocens (Forel, 1909)
- C. insipidus (Forel, 1893)
- C. integellus (Forel, 1899)
- C. interjectus (Mayr, 1877)
- C. intrepidus (Kirby, W., 1819)
- C. invidus (Forel, 1892)
- C. ionius (Emery, 1920)
- C. iridis (Santschi, 1922)
- C. irritabilis (Smith, F., 1857)
- C. irritans (Smith, F., 1857)
- C. isabellae (Forel, 1909)
- C. itoi (Forel, 1912)
- C. iwoensis (Terayama & Kubota, 2011)
- C. jaliensis (Dalla Torre, 1893)
- C. janeti (Forel, 1895)
- C. janforrestae (McArthur & Shattuck, 2001)
- C. japonicus (Mayr, 1866)
- C. jeanneli (Santschi, 1914)
- C. jejuensis (Kim & Kim, 1986)
- C. jianghuaensis (Xiao & Wang, 1989)
- C. jizani (Collingwood, 1985)
- C. johnclarki (Taylor, 1992)
- C. judithmorrisae (McArthur, 2008)
- C. juliae (Emery, 1903)
- C. kadi (Mann, 1921)
- C. kaguya (Terayama, 1999)
- C. karawaiewi (Menozzi, 1926)
- C. kattensis (Bingham, 1903)
- C. kaura (Snelling & Torres, 1998)
- C. kefir (Ionescu-Hirsch, 2010)
- C. keiferi (Wheeler, W.M., 1934)
- C. keihitoi (Forel, 1913)
- C. kelleri (Forel, 1886)
- C. keralensis (Karmaly & Narendran, 2006)
- C. kersteni (Gerstäcker, 1871)
- C. khaosokensis (Dumpert, 2006)
- C. kiesenwetteri (Roger, 1859)
- C. kiusiuensis (Santschi, 1937)
- C. klaesii (Forel, 1886)
- C. klugii (Emery, 1895)
- C. knysnae (Arnold, 1922)
- C. kolthoffi (Stitz, 1934)
- C. kollbrunneri (Forel, 1910)
- C. kopetdaghensis (Dlussky & Zabelin, 1985)
- C. korthalsiae (Emery, 1887)
- C. koseritzi (Emery, 1888)

- C. kraepelini (Forel, 1901)
- C. kugleri (Ionescu-Hirsch, 2010)
- C. kurdistanicus (Emery, 1898)
- C. kutteri (Forel, 1915)
- C. kutterianus (Baroni Urbani, 1972)
- C. laconicus (Emery, 1920)
- C. laevigatus (Smith, F., 1858)
- C. lamarckii (Forel, 1892)
- C. lamborni (Donisthorpe, 1933)
- C. lameerei (Emery, 1898)
- C. laminatus (Mayr, 1866)
- C. lancifer (Emery, 1894)
- C. landolti (Forel, 1879)
- C. langi (Wheeler, W.M., 1922)
- C. laotsei (Wheeler, W.M., 1921)
- C. largiceps (Wu & Wang, 1989)
- C. lasiselene (Wang, C. & Wu, 1994)
- C. latangulus (Roger, 1863)
- C. latebrosus (Walker, 1859)
- C. lateralis (Olivier, 1792)
- C. lauensis (Mann, 1921)
- C. laurenti (Santschi, 1939)
- C. lautus (Say, 1836)
- C. leae (Wheeler, W.M., 1915)
- C. legionarium (Santschi, 1911)
- C. lenkoi (Kempf, 1960)
- C. leonardi (Emery, 1889)
- C. leptocephalus (Emery, 1923)
- C. lespesii (Forel, 1886)
- C. leucophaeus (Smith, F., 1861)
- C. leveillei (Emery, 1895)
- C. levuanus (Mann, 1921)
- C. leydigi (Forel, 1886)
- C. libanicus (André, 1881)
- C. ligeus (Donisthorpe, 1931)
- C. lighti (Wheeler, W.M., 1927)
- C. ligniperda (Latreille, 1802)

Gewone reuzenmier
- C. lilianae (Forel, 1913)
- C. limbiventris (Santschi, 1911)
- C. lindigi (Mayr, 1870)
- C. linnaei (Forel, 1886)
- C. liogaster (Santschi, 1932)
- C. lividicoxis (Viehmeyer, 1925)
- C. loa (Mann, 1919)
- C. longi (Forel, 1902)
- C. longiceps (Smith, F., 1863)
- C. longideclivis (McArthur, 1996)
- C. longifacies (McArthur, 2003)
- C. longipalpis (Santschi, 1926)
- C. longipilis (Emery, 1911)
- C. loweryi (McArthur, 1996)
- C. lownei (Forel, 1895)
- C. lubbocki (Forel, 1886)
- C. lucayanus (Wheeler, W.M., 1905)
- C. luctuosus (Smith, F., 1858)
- C. luteiventris (Emery, 1897)
- C. luteus (Smith, F., 1858)
- C. lutzi (Forel, 1905)
- C. maafui (Mann, 1921)
- C. macarangae (Dumpert, 1996)
- C. macareaveyi (Taylor, 1992)
- C. maccooki (Forel, 1879)
- C. macilentus (Smith, F., 1877)
- C. mackayensis (Forel, 1902)
- C. macrocephalus (Erichson, 1842)
- C. macrochaeta (Emery, 1903)
- C. macromischoides (Fontenla Rizo, 1997)
- C. maculatus (Fabricius, 1782)
- C. magister (Santschi, 1925)
- C. maguassa (Wheeler, W.M., 1922)
- C. malleensis (McArthur, 2007)
- C. manni (Wheeler, W.M., 1934)
- C. marcens (Forel, 1907)
- C. marianensis (Clouse, 2007)
- C. maritimus (Ward, 2005)
- C. markli (Dumpert, 2004)
- C. maschwitzi (Dumpert, 2006)
- C. massiliensis (Schmitz, 1950)
- C. massinissa (Wheeler, W.M., 1922)
- C. mathildeae (Smith, M.R., 1949)
- C. maxwellensis (Forel, 1913)
- C. maynei (Forel, 1916)
- C. mayri (Forel, 1879)
- C. medeus (Emery, 1920)
- C. megalonyx (Wheeler, W.M., 1919)
- C. melanocephalus (Roger, 1863)
- C. melanoticus (Emery, 1894)
- C. melanus (Dumpert, 1995)
- C. melichloros (Kirby, W.F., 1888)
- C. melinus (Mackay, 1997)
- C. mendax (Forel, 1895)
- C. micans (Nylander, 1856)
- C. micragyne (Dumpert, 1995)
- C. microps (Snelling, R.R., 2006)
- C. micrositus (Wheeler, W.M., 1937)
- C. michaelseni (Forel, 1907)
- C. mina (Forel, 1879)
- C. minimus (Crawley, 1922)
- C. minozzii (Emery, 1920)
- C. minus (Wang, C. & Wu, 1994)
- C. mirabilis (Emery, 1903)
- C. mississippiensis (Smith, M.R., 1923)
- C. misturus (Smith, F., 1857)
- C. mitis (Smith, F., 1858)
- C. mocquerysi (Emery, 1899)
- C. mocsaryi (Forel, 1902)
- C. moderatus (Santschi, 1930)
- C. modoc (Wheeler, W.M., 1910)
- C. moelleri (Forel, 1912)
- C. moeschi (Forel, 1910)
- C. molossus (Forel, 1907)
- C. monardi (Santschi, 1930)
- C. monju (Terayama, 1999)
- C. montivagus (Forel, 1885)
- C. morosus (Smith, F., 1858)
- C. mozabensis (Emery, 1899)
- C. mucronatus (Emery, 1890)
- C. mus (Roger, 1863)
- C. mussolinii (Donisthorpe, 1936)
- C. mutilatus (Smith, F., 1859)
- C. mystaceus (Emery, 1886)
- C. nacerdus (Norton, 1868)
- C. nadimi (Tohmé, G., 1969)
- C. naegelii (Forel, 1879)
- C. namacola (Prins, 1973)
- C. nasicus (Forel, 1891)
- C. nasutus (Emery, 1895)
- C. natalensis (Smith, F., 1858)
- C. navigator (Wilson & Taylor, 1967)
- C. nawai (Ito, 1914)
- C. nearcticus (Emery, 1893)
- C. nepos (Forel, 1912)
- C. newzealandicus (Donisthorpe, 1940)
- C. nicobarensis (Mayr, 1865)
- C. nidulans (Smith, F., 1860)
- C. nigricans (Roger, 1863)
- C. nigriceps (Smith, F., 1858)
- C. nigrifrons (Mayr, 1870)
- C. nigripes (Dumpert, 1995)
- C. nigroaeneus (Smith, F., 1858)
- C. nigronitidus (Azuma, 1951)
- C. nipponensis (Santschi, 1937)
- C. nipponicus (Wheeler, W.M., 1928)
- C. nirvanae (Forel, 1893)
- C. nitens (Mayr, 1870)
- C. nitidior (Santschi, 1921)
- C. niveosetosus (Mayr, 1862)
- C. normatus (Forel, 1899)
- C. nosibeensis (André, 1887)
- C. novaeboracensis (Fitch, 1855)
- C. novaehollandiae (Mayr, 1870)
- C. novogranadensis (Mayr, 1870)
- C. nutans (Mayr, 1867)
- C. nylanderi (Emery, 1921)
- C. nywet (Bolton, 1995)
- C. oasium (Forel, 1890)
- C. obliquus (Smith, M.R., 1930)
- C. oblongus (Smith, F., 1858)
- C. obreptivus (Forel, 1899)
- C. obscuripes (Mayr, 1879)
- C. obscuriventris (Cagniant, 1991)
- C. obtritus (Emery, 1911)
- C. occasus (Emery, 1920)
- C. oceanicus (Mayr, 1870)
- C. ocreatus (Emery, 1893)
- C. oculatior (Santschi, 1935)
- C. odiosus (Forel, 1886)
- C. oertzeni (Forel, 1889)
- C. oetkeri (Forel, 1910)
- C. ogasawarensis (Terayama & Satoh, 1990)
- C. olivieri (Forel, 1886)
- C. ominosus (Forel, 1911)
- C. opaciceps (Roger, 1863)
- C. opaciventris (Mayr, 1879)
- C. orinobates (Santschi, 1919)
- C. orinus (Dumpert, 1995)
- C. orites (Santschi, 1919)
- C. orthocephalus (Emery, 1894)
- C. orthodoxus (Santschi, 1914)
- C. ostiarius (Forel, 1914)
- C. ovaticeps (Spinola, 1851)
- C. overbecki (Viehmeyer, 1916)
- C. owensae (Shattuck & McArthur, 2002)
- C. oxleyi (Forel, 1902)
- C. pachylepis (Emery, 1920)
- C. palkura (McArthur, 2007)
- C. palmyrensis (Tohmé & Tohmé, 2000)
- C. palpatus (Emery, 1897)
- C. pallens (Le Guillou, 1842)
- C. pallescens (Mayr, 1887)
- C. pallidiceps (Emery, 1887)
- C. panamensis (Fernández, 2002)
- C. papago (Creighton, 1953)
- C. paradoxus (Mayr, 1866)
- C. parius (Emery, 1889)
- C. patimae (Wheeler, W.M., 1942)
- C. pavidus (Smith, F., 1860)
- C. pawseyi (McArthur, 2003)
- C. peleliuensis (Clouse, 2007)
- C. pellarius (Wheeler, W.M., 1914)
- C. pellax (Santschi, 1919)
- C. pellitus (Mayr, 1862)
- C. pennsylvanicus (De Geer, 1773)
- C. peperi (Forel, 1913)
- C. perjurus (Shattuck & McArthur, 2002)
- C. perneser (Bolton, 1995)
- C. perrisii (Forel, 1886)
- C. perroti (Forel, 1897)
- C. personatus (Emery, 1894)
- C. peseshus (Bolton, 1995)
- C. petersii (Emery, 1895)
- C. pexus (Santschi, 1929)
- C. philwardi (McArthur, 2008)
- C. phragmaticola (Donisthorpe, 1943)
- C. phytophilus (Wheeler, W.M., 1934)
- C. piceatus (Norton, 1868)
- C. piceus (Leach, 1825)
- C. picipes (Olivier, 1792)
- C. pictipes (Forel, 1891)
- C. pictostriatus (Karavaiev, 1933)
- C. pilicornis (Roger, 1859)
- C. piliventris (Smith, F., 1858)
- C. pitjantjatarae (McArthur, 2003)
- C. pittieri (Forel, 1899)
- C. placidus (Smith, F., 1858)
- C. planatus (Roger, 1863)
- C. planitae (Santschi, 1929)
- C. planus (Smith, F., 1877)
- C. platypus (Roger, 1863)
- C. platytarsus (Roger, 1863)
- C. plutus (Santschi, 1922)
- C. poecilus (Emery, 1893)
- C. politae (Wu & Wang, 1994)
- C. polymorphicus (Mackay, López-Castro & Fernández, 2002)
- C. polynesicus (Emery, 1896)
- C. pompeius (Forel, 1886)
- C. postangulatus (Emery, 1911)
- C. postcornutus (Clark, 1930)
- C. posteropilus (Shattuck, 2005)
- C. posticus (Santschi, 1926)
- C. postoculatus (Forel, 1914)
- C. pressipes (Emery, 1893)
- C. propinquellus (Emery, 1920)
- C. propinquus (Mayr, 1887)
- C. prosseri (Shattuck & McArthur, 2002)
- C. prostans (Forel, 1910)
- C. prosulcatus (Santschi, 1935)
- C. pseudoirritans (Wu & Wang, 1989)
- C. pseudolendus (Wu & Wang, 1989)
- C. puberulus (Emery, 1897)
- C. pudorosus (Emery, 1925)
- C. pulchellus (Forel, 1894)
- C. pulvinatus (Mayr, 1907)
- C. pullatus (Mayr, 1866)
- C. punctaticeps (Mayr, 1867)
- C. punctatissimus (Forel, 1907)
- C. punctatus (Forel, 1912)
- C. punctiventris (Emery, 1920)
- C. punctulatus (Mayr, 1868)
- C. puniceps (Donisthorpe, 1942)
- C. pupillus (Santschi, 1939)
- C. putatus (Forel, 1892)
- C. pylartes (Wheeler, W.M., 1904)
- C. pylorus (Santschi, 1920)
- C. quadriceps (Smith, F., 1859)
- C. quadrimaculatus (Forel, 1886)
- C. quadrinotatus (Forel, 1886)
- C. quadrisectus (Smith, F., 1858)
- C. quercicola (Smith, M.R., 1954)
- C. radiatus (Forel, 1892)
- C. radovae (Forel, 1886)
- C. ramulorum (Wheeler, W.M., 1905)
- C. rapax (Fabricius, 1804)
- C. raphaelis (Forel, 1899)
- C. reaumuri (Forel, 1892)
- C. rebeccae (Forel, 1913)
- C. reburrus (MacKay & Barriga, 2012)
- C. rectangularis (Emery, 1890)
- C. rectithorax (Forel, 1895)
- C. reepeni (Forel, 1913)
- C. reevei (Arnold, 1922)
- C. reichardti (Arnoldi, 1967)
- C. reichenspergeri (Santschi, 1926)
- C. reinaldi (Kempf, 1960)
- C. renggeri (Emery, 1894)
- C. repens (Forel, 1897)
- C. reticulatus (Roger, 1863)
- C. rhamses (Santschi, 1915)
- C. riedeli (Pisarski, 1971)
- C. riehlii (Roger, 1863)
- C. robecchii (Emery, 1892)
- C. robertae (Santschi, 1926)
- C. robustus (Roger, 1863)
- C. roeseli (Forel, 1910)
- C. rosariensis (Forel, 1912)
- C. rothneyi (Forel, 1893)
- C. rotumanus (Wilson & Taylor, 1967)
- C. rotundinodis (Santschi, 1935)
- C. roubaudi (Santschi, 1911)
- C. royi (Shattuck & Janda, 2009)
- C. ruber (Emery, 1925)
- C. rubidus (Xiao & Wang, 1989)
- C. rubiginosus (Mayr, 1876)
- C. rubripes (Latreille, 1802)
- C. rubrithorax (Forel, 1899)
- C. rudis (McArthur, 2003)
- C. ruficornis (Emery, 1895)
- C. rufifemur (Emery, 1900)
- C. rufifrons (Smith, F., 1860)
- C. rufigaster (Menozzi, 1928)
- C. rufipes (Fabricius, 1775)
- C. rufoglaucus (Jerdon, 1851)
- C. rufonigrus (Shattuck & McArthur, 2002)
- C. rufus (Crawley, 1925)
- C. rusticus (Santschi, 1916)
- C. sacchii (Emery, 1899)
- C. sachalinensis (Forel, 1904)
- C. sadinus (Mann, 1921)
- C. salvini (Forel, 1899)
- C. samius (Forel, 1889)
- C. samueli (McArthur, 2008)
- C. sanctaefidei (Dalla Torre, 1892)
- C. sanctus (Forel, 1904)
- C. sanguinifrons (Viehmeyer, 1925)
- C. sankisianus (Forel, 1913)
- C. sannini (Tohmé, G. & Tohmé, H., 1999)
- C. sansabeanus (Buckley, 1866)
- C. santosi (Forel, 1908)
- C. satan (Wheeler, W.M., 1919)
- C. saussurei (Forel, 1879)
- C. saxatilis (Ruzsky, 1895)
- C. sayi (Emery, 1893)
- C. scabrinodis (Arnold, 1924)
- C. scalaris (Forel, 1901)
- C. scipio (Forel, 1908)
- C. scissus (Mayr, 1887)
- C. scotti (McArthur, 2003)
- C. scratius (Forel, 1907)
- C. sculptor (Santschi, 1920)
- C. schaefferi (Wheeler, W.M., 1909)
- C. schmeltzi (Mayr, 1866)
- C. schneei (Mayr, 1903)
- C. schoedli (Dumpert, 2006)
- C. schoutedeni (Forel, 1911)
- C. sedulus (Smith, F., 1857)
- C. selene (Emery, 1889)
- C. sellidorsatus (Prins, 1973)
- C. semirufus (Emery, 1925)
- C. semitestaceus (Snelling, R.R., 1970)
- C. semoni (Forel, 1905)
- C. senex (Smith, F., 1858)
- C. septentrionalis (Buckley, 1866)
- C. sericatus (Mayr, 1887)
- C. sericeiventris (Guérin-Méneville, 1838)
- C. sericeus (Fabricius, 1798)
- C. serotinus (Cagniant, 1996)
- C. sesquipedalis (Roger, 1863)
- C. setitibia (Forel, 1901)
- C. setosus (Shattuck & McArthur, 2002)
- C. seurati (Emery, 1920)
- C. severini (Forel, 1909)
- C. sexguttatus (Fabricius, 1793)
- C. sexpunctatus (Forel, 1894)
- C. shaqualavensis (Pisarski, 1971)
- C. shohki (Terayama, 1999)
- C. sibreei (Forel, 1891)
- C. sicheli (Mayr, 1866)
- C. siemsseni (Forel, 1901)
- C. sikorai (Emery, 1920)
- C. silvestrii (Emery, 1906)
- C. silvicola (Forel, 1902)
- C. simillimus (Smith, F., 1862)
- C. simoni (Emery, 1893)
- C. simpsoni (McArthur, 2003)
- C. simulans (Forel, 1910)
- C. simulator (Forel, 1915)
- C. simus (Emery, 1908)
- C. sinaiticus (Ionescu-Hirsch, 2010)
- C. singularis (Smith, F., 1858)
- C. sklarus (Bolton, 1995)
- C. smithianus (Wheeler, W.M., 1919)
- C. snellingi (Bolton, 1995)
- C. socius (Roger, 1863)
- C. socorroensis (Wheeler, W.M., 1934)
- C. socrates (Forel, 1904)
- C. solenobius (Menozzi, 1926)
- C. solon (Forel, 1886)
- C. somalinus (André, 1887)
- C. sommeri (Forel, 1894)
- C. spanis (Xiao & Wang, 1989)
- C. spenceri (Clark, 1930)
- C. sphaericus (Roger, 1863)
- C. sphenocephalus (Emery, 1911)
- C. sphenoidalis (Mayr, 1870)
- C. spinitarsus (Emery, 1920)
- C. spinolae (Roger, 1863)
- C. spissinodis (Forel, 1909)
- C. sponsorum (Forel, 1910)
- C. staryi (Pisarski, 1971)
- C. stefani (McArthur, 2007)
- C. storeatus (Forel, 1910)
- C. strangulatus (Santschi, 1911)
- C. striatipes (Dumpert, 1995)
- C. striatus (Smith, F., 1862)
- C. strictus (Jerdon, 1851)
- C. subbarbatus (Emery, 1893)
- C. subcircularis (Emery, 1920)
- C. subnitidus (Mayr, 1876)
- C. subpilus (Shattuck, 2005)
- C. substitutus (Emery, 1894)
- C. subtilis (Smith, F., 1860)
- C. subtruncatus (Borgmeier, 1929)
- C. sucki (Forel, 1901)
- C. suffusus (Smith, F., 1858)
- C. sylvaticus (Olivier, 1792)
- C. tahatensis (Santschi, 1929)
- C. taino (Snelling & Torres, 1998)
- C. taipingensis (Forel, 1913)
- C. tameri (Bolton, 1995)
- C. taniae (Mackay & Delsinne, 2009)
- C. tashcumiri (Tarbinsky, 1976)
- C. tasmani (Forel, 1902)
- C. tauricollis (Forel, 1894)
- C. tejonia (Buckley, 1866)
- C. tenuipes (Smith, F., 1857)
- C. tenuiscapus (Roger, 1863)
- C. tepicanus (Pergande, 1896)
- C. terbimaculatus (Emery, 1920)
- C. terebrans (Lowne, 1865)
- C. tergestinus (Müller, 1921)
- C. termitarius (Emery, 1902)
- C. terricola (Karavaiev, 1929)
- C. territus (Santschi, 1939)
- C. testaceus (Emery, 1894)
- C. texanus (Wheeler, W.M., 1903)
- C. texens (Dumpert, 1986)
- C. textor (Forel, 1899)
- C. thadeus (Shattuck, 2005)
- C. thales (Forel, 1910)
- C. thomasseti (Forel, 1912)
- C. thoracicus (Fabricius, 1804)
- C. thraso (Forel, 1893)
- C. thysanopus (Wheeler, W.M., 1937)
- C. tilhoi (Santschi, 1926)
- C. timidus (Jerdon, 1851)
- C. tonduzi (Forel, 1899)
- C. tonkinus (Santschi, 1925)
- C. torrei (Aguayo, 1932)
- C. tortuganus (Emery, 1895)
- C. toussainti (Wheeler, W.M. & Mann, 1914)
- C. traegaordhi (Santschi, 1914)
- C. traili (Mayr, 1878)
- C. trajanus (Forel, 1912)
- C. transvaalensis (Arnold, 1948)
- C. trapeziceps (Forel, 1908)
- C. trapezoideus (Mayr, 1870)
- C. trepidulus (Creighton, 1965)
- C. tricolor (Stitz, 1912)
- C. tricoloratus (Clark, 1941)
- C. trietericus (Menozzi, 1926)
- C. trifasciatus (Santschi, 1926)
- C. triodiae (McArthur, 2009)
- C. tripartitus (Mayr, 1887)
- C. tristis (Clark, 1930)
- C. triton (Wheeler, W.M., 1934)
- C. tritschleri (Forel, 1912)
- C. truebi (Forel, 1910)
- C. tumidus (Crawley, 1922)
- C. turkestanicus (Emery, 1887)
- C. turkestanus (André, 1882)
- C. ulcerosus (Wheeler, W.M., 1910)
- C. ulei (Forel, 1904)
- C. ulvarum (Forel, 1899)
- C. umbratilis (Wheeler, W.M., 1934)
- C. universitatis (Forel, 1890)
- C. urichi (Forel, 1899)
- C. ursus (Forel, 1886)
- C. ustus (Forel, 1879)
- C. vafer (Wheeler, W.M., 1910)
- C. vagulus (Forel, 1908)
- C. vagus (Scopoli, 1763)

Zwarte reuzenmier
- C. valdeziae (Forel, 1879)
- C. vanispinus (Xia & Zheng, 1997)
- C. varians (Roger, 1863)
- C. variegatus (Smith, F., 1858)
- C. varius (Donisthorpe, 1943)
- C. varus (Forel, 1910)
- C. velox (Jerdon, 1851)
- C. versicolor (Clark, 1930)
- C. vespertinus (Arnold, 1960)
- C. vestitus (Smith, F., 1858)
- C. vicinus (Mayr, 1870)
- C. victoriae (Arnold, 1959)
- C. viehmeyeri (Forel, 1911)
- C. vigilans (Smith, F., 1858)
- C. vinosus (Smith, F., 1858)
- C. viri (Santschi, 1915)
- C. virulens (Smith, F., 1861)
- C. vitiensis (Mann, 1921)
- C. vitiosus (Smith, F., 1874)
- C. vitreus (Smith, F., 1860)
- C. vittatus (Forel, 1904)
- C. vividus (Smith, F., 1858)
- C. voeltzkowii (Forel, 1894)
- C. vogti (Forel, 1906)
- C. vulpus (Santschi, 1926)
- C. walkeri (Forel, 1893)
- C. wasmanni (Emery, 1893)
- C. wedda (Forel, 1908)
- C. weismanni (Forel, 1901)
- C. weissflogi (Dumpert, 2006)
- C. wellmani (Forel, 1909)
- C. werthi (Forel, 1908)
- C. westermanni (Mayr, 1862)
- C. wheeleri (Mann, 1916)
- C. whitei (Wheeler, W.M., 1915)
- C. wiederkehri (Forel, 1894)
- C. wildae (Donisthorpe, 1948)
- C. woodroffeensis (McArthur, 2008)
- C. wroughtonii (Forel, 1893)
- C. wytsmani (Emery, 1920)
- C. xanthogaster (Santschi, 1925)
- C. xanthopilus (Shattuck, 2005)
- C. xerxes (Forel, 1904)
- C. xingdoushanensis (Wang & Chen, 2003)
- C. xuthus (Emery, 1925)
- C. yala (Kusnezov, 1952)
- C. yamaokai (Terayama & Satoh, 1990)
- C. yambaru (Terayama, 1999)
- C. yessensis (Yasumatsu & Brown, 1951)
- C. yiningensis (Wang, C. & Wu, 1994)
- C. yogi (Wheeler, W.M., 1915)
- C. zenon (Forel, 1912)
- C. zimmermanni (Forel, 1894)
- C. zoc (Forel, 1879)